# ATP Challenger Santiago de Chile-2
Das ATP Challenger Santiago de Chile (offizieller Name: Movistar Open by Cachantún) war ein von 2004 bis 2017 stattfindendes Tennisturnier in Santiago de Chile. Es war Teil der ATP Challenger Tour und wurde im Freien auf Sand ausgetragen. In den Jahren 2006 bis 2008 sowie 2011 bis 2014 war das Turnier nicht Teil der Challenger Tour.

## Liste der Sieger

### Einzel
| Jahr                         | Sieger                 | Finalgegner            | Ergebnis      |
| ---------------------------- | ---------------------- | ---------------------- | ------------- |
| 2017                         | Nicolás Jarry          | Marcelo Arévalo        | 6:1, 7:5      |
| 2016                         | Máximo González        | Rogério Dutra da Silva | 6:2, 7:65     |
| 2015                         | Rogério Dutra da Silva | Horacio Zeballos       | 7:5, 3:6, 7:5 |
| 2011–2014: nicht ausgetragen |                        |                        |               |
| 2010                         | Fabio Fognini          | Paul Capdeville        | 6:2, 7:62     |
| 2009                         | Eduardo Schwank        | Nicolás Massú          | 6:2, 6:2      |
| 2006–2008: nicht ausgetragen |                        |                        |               |
| 2005                         | Júlio Silva            | Rubén Ramírez Hidalgo  | 6:2, 6:3      |
| 2004                         | Óscar Hernández        | Nicolás Lapentti       | 7:64, 6:4     |

### Doppel
| Jahr                         | Sieger                                        | Finalgegner                           | Ergebnis         |
| ---------------------------- | --------------------------------------------- | ------------------------------------- | ---------------- |
| 2017                         | Franco Agamenone Facundo Argüello             | Máximo González Nicolás Jarry         | 6:4, 3:6, [10:6] |
| 2016                         | Julio Peralta Horacio Zeballos                | Sergio Galdós Máximo González         | 6:3, 6:4         |
| 2015                         | Guillermo Durán Máximo González               | Andrej Martin Hans Podlipnik-Castillo | 7:62, 7:5        |
| 2011–2014: nicht ausgetragen |                                               |                                       |                  |
| 2010                         | Daniel Muñoz de la Nava Rubén Ramírez Hidalgo | Nikola Ćirić Goran Tošić              | 6:4, 6:2         |
| 2009                         | Diego Cristin Eduardo Schwank                 | Juan Pablo Brzezicki David Marrero    | 6:4, 7:5         |
| 2006–2008: nicht ausgetragen |                                               |                                       |                  |
| 2005                         | Daniel Köllerer Oliver Marach                 | Lucas Arnold Ker Giovanni Lapentti    | 6:4, 6:3         |
| 2004                         | Enzo Artoni Ignacio González King             | Brian Dabul Damián Patriarca          | 6:3, 6:0         |